# Диоп, Мухамед
Мухаме́д Дио́п (фр. Mouhamed Diop; род. 30 сентября 2000) — сенегальский футболист, полузащитник клуба «Труа».

## Клубная карьера
Диоп — воспитанник клуба «Дакар Сакре-Кур». В 2021 году игрок подписал контракт с турецким «Коджаэлиспором». 27 октября 2021 года в поединке Кубка Турции против «Байбурт Озел Идареспора» игрок дебютировал за основной состав. 31 октября в матче против «Денизлиспора» он дебютировал в Первой лиге Турции. 10 декабря в поединке против «ББ Эрзурумспор» Мухамед забил свой первый гол за «Коджаэлиспор». В 2022 году Диоп на правах аренды перешёл в молдавский «Шериф». 30 июля в матче против «Зимбру» он дебютировал в чемпионате Молдовы по футболу. 3 сентября в поединке против «Дачии» Мухамед забил свой первый гол за «Шериф».
В 2023 году Диоп подписал контракт с французским «Труа». 5 августа в матче против «Дюнкерка» он дебютировал в Лиге 2. 5 декабря в поединке против «Амьена» Мухамед забил свой первый гол за «Труа».